# Àfrica Equatorial Francesa

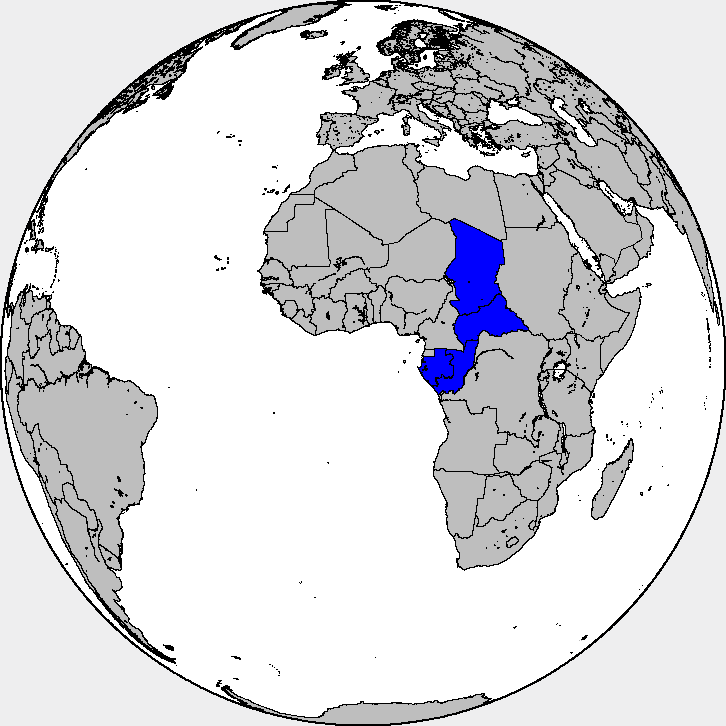
Localització de l'Àfrica Equatorial Francesa

Perforació petrolífera a Gabon a principi dels anys 50

L'Àfrica Equatorial Francesa, AEF (en francès Afrique Équatoriale Française) fou una federació de possessions colonials franceses a l'Àfrica central que s'estengué en algun moment des del riu Congo fins al desert del Sàhara.

## Història
L'Àfrica Equatorial francesa (AEF) fou creada com a Protectorat de l'Àfrica Equatorial Francesa el 27 d'abril de 1886, formada pels territoris francesos assignats per la conferència de Berlín (no controlats encara) amb la colònia de Gabon i el Congo (unides el 27 d'abril de 1886). El 1886 aquesta colònia fou integrada dins un govern general del protectorat de l'Àfrica Equatorial Francesa formada pels territoris del Congo Mitjà-Gabon i el territori de l'Alt Ubangui (en procés de conquesta). l'Àfrica Equatorial Francesa fou rebatejada Congo Francès el 30 d'abril de 1891. El nom d'Àfrica Equatorial francesa (AEF) va quedar suprimit durant 19 anys.
Fou refundada el 15 de gener de 1910, com una federació de colònies. Aquesta federació comprenia en aquell moment tres colònies: Congo Mitjà (Moyen Congo), Gabon, i Ubangui-Chari-Txad (Oubangui-Chari-Tchad). El governador general residia a Brazzaville. El 4 de novembre de 1911 Alemanya va cedir territoris al Camerun que foren units provisionalment a l'AEF sense especificar però el 12 de març de 1916 es va crear la colònia de Nou Camerun, formada per aquests territoris. El 12 d'abril de 1916 la colònia de l'Ubangui-Chari-Txad fou dissolta i substituïda per dues: la de l'Ubangui-Chari (avui la República Centreafricana) i la del Txad. El 23 de març de 1921 la colònia de Nou Camerun fou dissolta i els territoris repartits entre les quatre entitats de l'AEF.
El 30 de juny de 1934 les colònies van passar a anomenar-se regions i el 31 de desembre de 1937 van deixar d'existir les regions que foren transformades en territoris ultramarins. Durant la Segona Guerra Mundial la federació va quedar en mans del govern de Vichy, però al cap de pocs mesos el governador Eboué va trespassar la lleialtat a la França Lliure del general De Gaulle i esdevingué el centre de les seves activitats a l'Àfrica.
Sota la IV República Francesa (1946-1958), la federació va estar representada al parlament francès. El territoris per tant van esdevenir territoris francesos d'ultramar. El 1957 el governador va passar a ser un alt comissionat i es van organitzar referèndums als territoris per decidir el seu futur, establint-se aviat governa autònoms. El 1959, les noves repúbliques formaren una associació interina anomenada Unió de Repúbliques de l'Àfrica Central, abans d'assolir la independència completa a l'agost de 1960, cosa que va suposar la dissolució de la federació.

## Governadors

### Comissionats generals de l'AEF
- 1886 - 1897 Pierre Savorgnan de Brazza
- 1886 Georges Élie Pradier (suplent)
- 1886 - 1887 Fortunes Charles de Chavannes (suplent)
- 1888 - 1890 Noël Eugène Ballay (suplent)

### Comissionats generals del Congo
- 1891 - 1892 Fortunes Charles de Chavannes (suplent 2a vegada)
- 1892 Fortunes Charles de Chavannes (suplent 3a vegada)
- 1892 - 1893 Fortunes Charles de Chavannes (suplent 4a vegada)
- 1893 Alphonse Edouard Lippmann (suplent)
- 1893 E. Gervais (suplent)
- 1893 - 1894 Fortunes Charles de Chavannes (suplent 5a vegada)
- 1894 Jean-Marie Le Divellec (suplent)
- 1894 Albert Dolisie (suplent)
- 1895 - 1896 Albert Dolisie (suplent 2a vegada)
- 1897 Albert Dolisie (suplent 3a vegada)
- 1897 - 1900 Henri Félix de Lamothe
- 1898 Albert Dolisie (suplent) (quarta vegada al govern)
- 1898 - 1899 Martial Henri Merlin (suplent)
- 1899 - 1900 Jean-Baptiste Philémon Lemaire (suplent)
- 1900 Jean-Baptiste Philémon Lemaire
- 1900 - 1902 Louis Albert Grodet
- 1902 - 1903 Charles Henri Adrien Noufflard
- 1903 - 1904 Arnaud
- 1904 - 1908 Émile Gentil
- 1905 - 1906 Édouard Émile Léon Telle (suplent)
- 1906 - 1907 Alfred Fourneau (suplent)
- 1907 - 1908 Alfred Martineau (suplent)

### Governadors generals

#### Del Congo Francès fins a 1910, després de l'AEF
- 1908 - 1917 Martial Henri Merlin (segona vegada al govern)
- 1908 - 1909 Alfred Martineau (suplent)
- 1909 - 1910 Charles Amédée Rognon (suplent)
- 1910 Adolphe Cureau (suplent)
- 1910 - 1911 Charles Amédée Rognon (suplent 2a vegada)
- 1911 Édouard Dubosc-Taret (suplent)
- 1911 Charles Henri Vergnes (suplent)
- 1912 - 1913 Charles Henri Vergnes (suplent 2a vegada)
- 1913 Georges Virgile Poulet (suplent)
- 1913 - 1914 Frédéric Estèbe (suplent)
- 1917 - 1920 Gabriel Louis Angoulvant
- 1917 - 1918 Frédéric Estèbe (suplent) (segona vegada al govern com a suplent)
- 1918 - 1920 Frédéric Estèbe (suplent) (segona vegada al govern com a suplent)
- 1920 Maurice Pierre Lapalud
- 1920 - 1923 Jean Victor Augagneur
- 1923 - 1924 Robert Paul Marie de Guise
- 1924 Matteo Mathieu Maurice Alfassa
- 1924 Robert Paul Marie de Guise (2a vegada)
- 1924 Matteo Mathieu Maurice Alfassa (2a vegada)
- 1924 - 1934 Raphaël Valentin Marius Antonetti
- 1925 Matteo Mathieu Maurice Alfassa (suplent) (3a vegada al govern)
- 1927 Marcel Alix Jean Marchessou
- 1927 Dieudonné François Joseph Marie Reste
- 1929 - 1930 Matteo Mathieu Maurice Alfassa (suplent) (4a vegada al govern)
- 1930 - 1931 Adolphe Deitte (suplent)
- 1932 - 1933 Matteo Mathieu Maurice Alfassa (suplent) (5a vegada al govern)
- 1934 Marcel Alix Jean Marchessou (2a vegada)
- 1934 - 1935 Georges Édouard Alexandre Renard
- 1935 - 1936 Marcel Alix Jean Marchessou (3a vegada)
- 1936 - 1939 Dieudonné François Joseph Marie Reste (2a vegada)
- 1939 Léon Solomiac
- 1939 - 1940 Pierre François Boisson
- 1940 - 1940 Louis Husson (suplent)
- 1940 Edgard de Larminat
- 1940 Marie Eugène Adolphe Sicé
- 1940 - 1944 Adolphe Félix Sylvestre Éboué 
  - 1941 - 1942 Marie Eugène Adolphe Sicé (Alt Comissionat de l'Àfrica Lliure Francesa)
- 1944 - 1946 Ange Marie Charles André Bayardelle (suplent i després titular)
- 1946 - 1947 Jean Louis Marie André Soucadaux
- 1947 Laurent Elisée Péchoux
- 1947 Charles Luizet
- 1947 - 1948 Jean Louis Marie André Soucadaux (2a vegada)
- 1948 - 1951 Bernard Cornut-Gentille
- 1951 - 1957 Paul Louis Gabriel Chauvet

### Alt Comissionats
- 1957 - 1958 Paul Louis Gabriel Chauvet
- 1958 Pierre Messmer
- 1958 - 1960 Yvon Bourges